# Аспермия
Аспермия (от префикса ἀ-, означающего отрицание, и σπέρμα — семя). Термин имеет неоднозначную трактовку. Согласно классификации Всемирной Организации Здравоохранения «аспермия» — отсутствие эякулята, и может быть истолкован как синоним термина «анэякуляция». В отечественной андрологии термин «аспермия» также используется для обозначения патологии, при которой в эякуляте отсутствуют сперматозоиды и незрелые клетки сперматогенеза. Ввиду терминологической неясности термин «аспермия» редко используется в практической андрологии. Для обозначения отсутствия эякуляции используют термин «анэякуляция», для обозначения отсутствия сперматозоидов в эякуляте используют термин «азооспермия», для анализа конкретной клинической картины используют подробные заключения анализа эякулята, материалов биопсии яичка и пр.